# Sun Down/Sun Rise
Sun Down/Sun Rise è un EP del gruppo musicale Jesu, pubblicato nel 2007.

## Tracce
1. Sun Down – 17:28
2. Sun Rise – 15:10

## Formazione

### Gruppo
- Justin Broadrick – voce, chitarra
- Diarmuid Dalton – basso